# Cremaster 4
Cremaster 4 es una película de 1994 del artista y cineasta Matthew Barney. Es el cuarto volumen de su Ciclo Cremaster, que comprende asimismo las cintas Cremaster 1, Cremaster 2, Cremaster 3 y Cremaster 5, las cuales se desarrollaron y produjeron entre 1994 y 2002.

## Trama
Cremaster 4 fue el primer episodio en ser filmado, en 1994. Corresponde al inicio del descenso dentro del contexto general del Ciclo. Su símbolo es el trisquel y se desarrolla en la Isla de Man, cuyo folklore integra como elemento constitutivo de su estética, lo mismo que la competición motociclística TT Isla de Man.  

Trisquel de la Isla de Man, símbolo de Cremaster 4.

La película comprende tres personajes principales. Por un lado, dos equipos de sidecar, uno amarillo y otro azul. Por el otro el Loughton Candidate (interpretado por Barney), un sátiro con cuatro cuernos nacientes, quien al crecer se convertirá en el Loughton Ram 
Esta es una especie de carnero endémica de la isla que tiene como característica dos pares de cuernos. Uno es ascendente y el otro descendente, tendiendo a la indiferenciación, con los dos sentidos coexistiendo en equilibrio. 

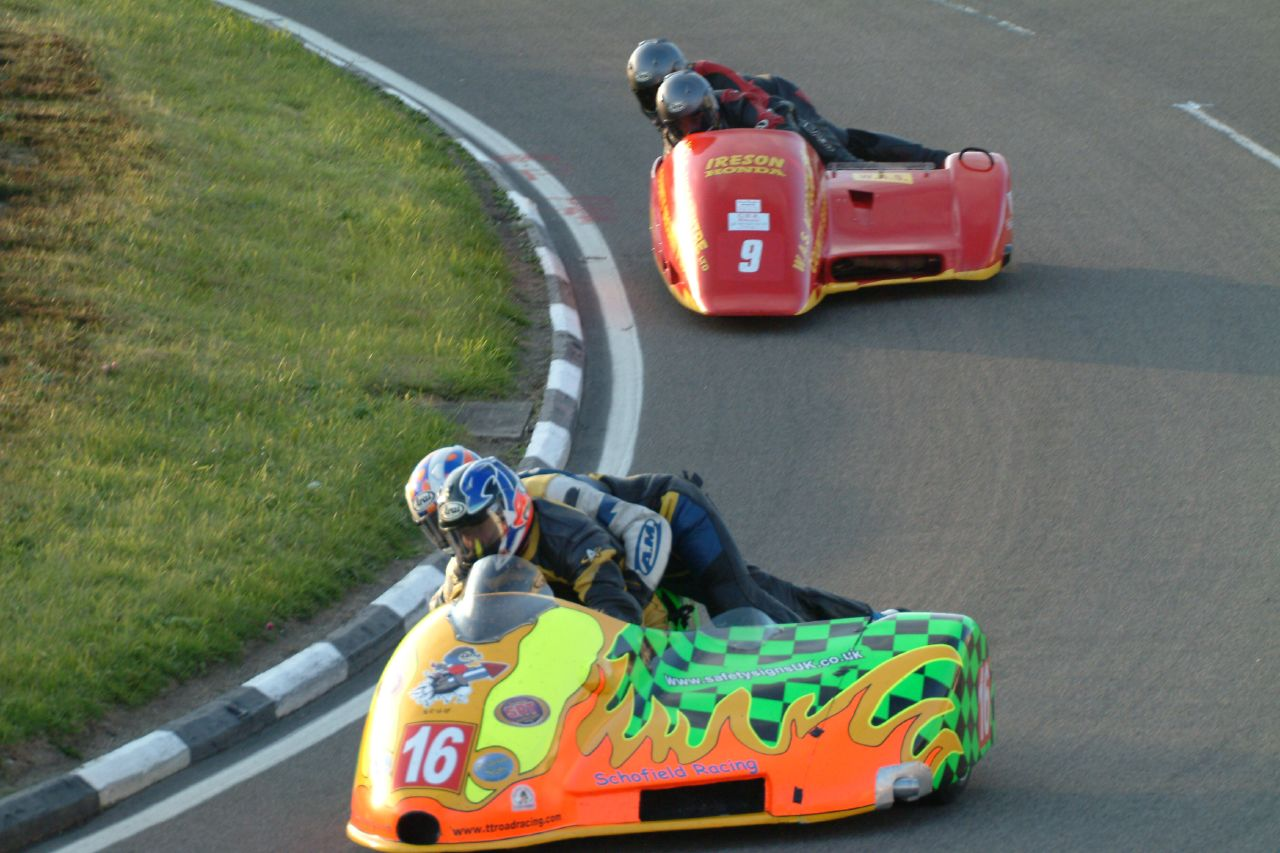
Sidecars en la carrera motociclística TT Isla de Man.

Un trío de hadas recrea por su parte las acciones del sátiro y de los motociclistas, matamorfoseándose en función del campo que se encuentren ocupando, pues estos tres personajes carecen de capacidad de volición.

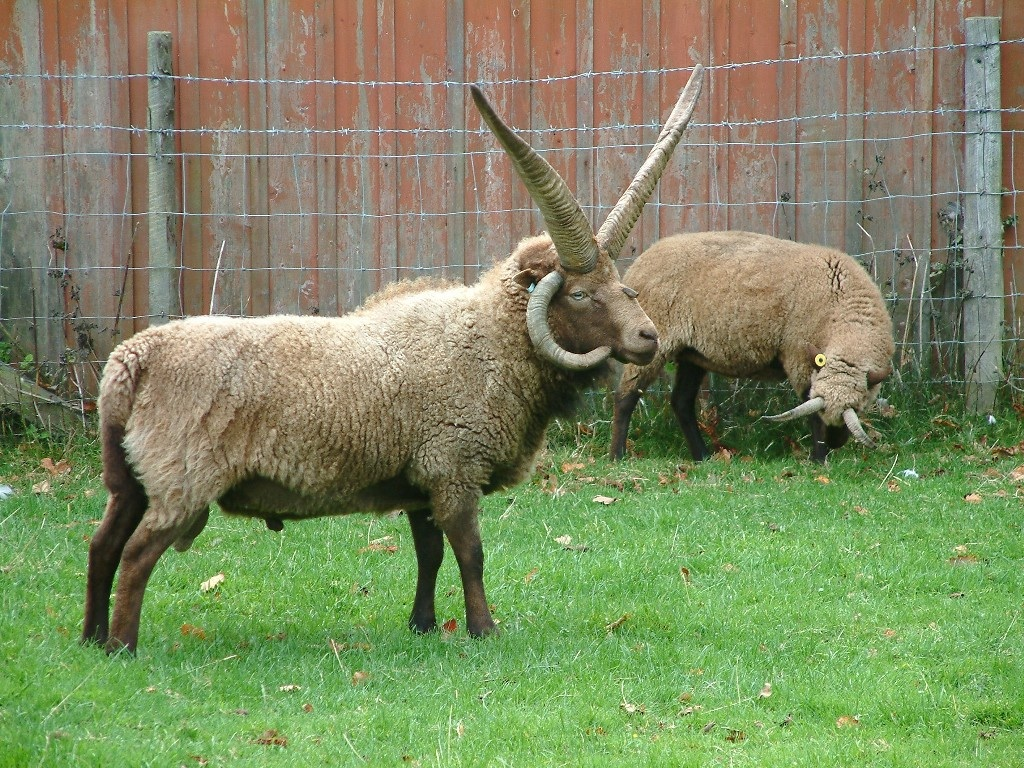
Carnero de la Isla de Man.

Mientras cada una de las motocicletas circula en una dirección contraria en la carretera del litoral, el Candidato baila claqué erosionando el suelo hasta caer al océano. También contemporánemaente el equipo ascendente sufre un accidente.  
Mientras reparan el sidecar, en el subsuelo el Candidato se abre paso hacia la isla a través de un túnel lleno de vaselina, hacia el punto de partida de la carrera, que también será el de llegada. En una colina, en fin, las hadas han organizado un pícnic. 
En la secuencia final las motocicletas se disponen a partir de nuevo. El carnero Loughton Ram se encuentra en el punto de llegada, teniendo amarrado mediante cintas de colores el escroto, lo que garantiza la continuidad del descenso pese a la oposición del cuerpo.